# Maclean’s
Maclean’s ist Kanadas einziges nationales Nachrichtenmagazin. Es erscheint bei Rogers Communications in englischer Sprache und einer wöchentlichen Auflage von 350.000 Exemplaren, Herausgeber und Chefredakteur ist seit 2005 Kenneth Whyte (* 1960).
Maclean’s ist für seine jährlich erscheinende Hochschul-Rangliste bekannt, die ein Pendant zum amerikanischen Nachrichtenmagazin U.S. News & World Report darstellt. Seit 1999 veröffentlicht Maclean’s auch eine kanadische Top 100-Liste der besten Arbeitgeber.

## Geschichte

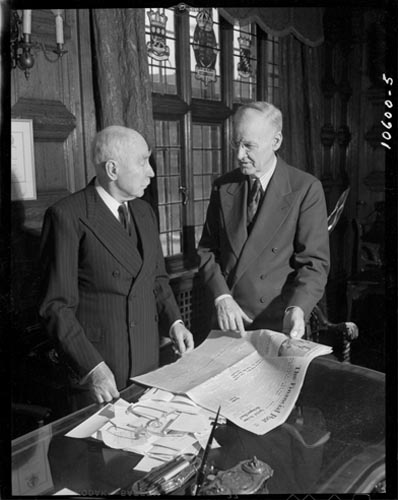
Maclean (links) und Horace Hunter (1946) mit einer Ausgabe der Financial Post, die Maclean 1907 gegründet hatte

1905 vom kanadischen Verleger John Bayne Maclean gegründet, erschien das Blatt mit einer Startauflage von 6.000 Exemplaren zunächst unter dem Namen The Business Magazine und war im Taschenbuchformat und mit leuchtend blauem Cover gehalten. Es enthielt eine Zusammenstellung von Artikeln aus kanadischen, US-amerikanischen und britischen Zeitschriften – “the Cream of the World’s magazines reproduced for Busy People” (Das Beste aus den Magazinen der Welt, zusammengestellt für geschäftige Menschen). Kurz darauf benannte Maclean das Blatt in The Busy Man’s Magazine um und bemühte sich in den Folgejahren, vermehrt kanadische Themen und Perspektiven in der von amerikanischen Publikationen dominierten Zeitungswelt zu behandeln. Er gab vermehrt kanadischen Autoren eine Bühne, so dass sich der Anteil dieser Artikel gegenüber Nachdrucken vergrößerte. Themen waren beispielsweise innerkanadische Nachrichten, Immigration, nationale Verteidigung, häusliches Leben oder das Frauenwahlrecht. Hinzu kamen Kurzgeschichten, Erzählungen und Fortsetzungsromane nationaler und internationaler Autoren.
1911 wurde das Magazin in MacLean’s umbenannt (das groß geschriebene „L“ verschwand 1931). 1917 wurde der spätere Bestsellerautor Thomas B. Costain Chefredakteur und belebte das Magazin mit Berichterstattungen über den Ersten Weltkrieg, Augenzeugenberichten über das Leben als Soldat an der Westfront und kritischen Artikeln über die kanadische Kriegsbeteiligung. Dies führte zu Konflikten mit der kanadischen Regierung; selbst ein Artikel von Maclean selbst fiel der Zensur zum Opfer. Costain förderte daneben den literarischen Bereich und druckte Erzählungen und Essays von Robert W. Service, Lucy Maud Montgomery oder O. Henry, Kommentare von Stephen Leacock und Illustrationen von Charles William Jefferys, F.S. Coburn sowie Mitgliedern der als Group of Seven bekannt gewordenen kanadischen Gruppe von Landschaftsmalern.
1919 war die Auflage des Magazins auf 70.000 angewachsen. Die Erscheinungsweise wurde von monatlich auf zweiwöchentlich und das Format von Taschenbuchgröße auf ein größeres Format (14,4 inches mal 11 inches) verändert. Eine Artikelserie der kanadischen Frauenrechtlerin Emily Murphy über Drogenhandel und -missbrauch verschaffte dem Magazin landesweite Aufmerksamkeit.
Nach J. Vernon Mackenzie übernahm H. Moore Napier die Leitung und wurde von 1925 Arthur W. Irwin abgelöst, der das Blatt stark prägte und den kanadischen Einfluss im Magazin weiter steigerte. Der Verlag richtete einen jährlichen Kurzgeschichten-Wettbewerb aus und intensivierte die Sportberichterstattung.
Während des Zweiten Weltkriegs druckte Maclean’s eine spezielle Ausgabe für die im Ausland stationierten kanadischen Truppen, die 1946 eine Auflage von 800.000 Stück erreichte. Die Kriegsberichterstattung wurde mit Arbeiten des renommierten Fotografen Yousuf Karsh illustriert, Korrespondenten waren unter anderem John Clare und Leonard Schapiro. Zu den Autoren dieser Zeit gehörten unter anderem Pierre Berton, W.O. Mitchell, Scott Young, Ralph Allen und Blair Fraser. 1950 übernahm Ralph Allen die Chefredaktion, nachdem Irwin eine diplomatische Entsendung angenommen hatte. Schwerpunkte des Magazins wurden nun Artikel über die kanadische Landschaft, seine Städte, die Bevölkerung und das städtische Leben. Artikel von Pierre Berton förderten das nationale Interesse an der Arktis. Andere prominente Autoren dieser Zeit waren Robert Fulford, Peter Gzowski, Peter C. Newman, Edna Staebler oder Christina McCall.
Anlässlich der kanadischen Unterhauswahl 1957 unterlief Allen ein schwerer Fehler: Um am Tag nach der Wahl erscheinen zu können, schrieb er sein Editorial fertig, bevor die Stimmen ausgezählt waren und beglückwünschte Louis Saint-Laurent zum Wahlgewinn seiner Liberalen Partei. In Wirklichkeit konnten John Diefenbaker und dessen Progressiv-konservative Partei die Wahl für sich entscheiden.
Ab den 1960er Jahren kämpfte das Magazin mit Umsatzeinbrüchen; ab 1971 versuchte Peter C. Newman als Chefredakteur die Zeitschrift wiederzubeleben. Er veröffentlichte Reportagen von Autoren wie Barbara Frum und Michael Enright und Gedichte von Irving Layton. Walter Stewart, Korrespondent und schließlich Chefredakteur während dieser Zeit oft mit Newman aneinandergeraten. 1975 begann Allan Fotheringham seine Kolumne The Back Page (die Rückseite), die er 27 Jahre lang schreiben sollte. Maclean’s wurde bekannt dafür, dass seine Leser zuerst die Rückseite aufschlugen, um das Blatt von hinten nach vorne zu lesen.

## Heutige Ausrichtung
1975 veränderte das Magazin seine Erscheinungsweise auf zweiwöchentlich, um drei Jahre später auf wöchentlich umzustellen. Nachrichtenbüros im gesamten Land und internationale Büros in Großbritannien (London) und den Vereinigten Staaten (Washington) wurden eröffnet.
2001 wurde Anthony Wilson-Smith fünfzehnter Chefredakteur der Zeitschrift, 2005 folgte ihm Kenneth Whyte nach. 1994 ging der Verlag MacLean-Hunter in Rogers Communications auf, wo Maclean’s seither erscheint.

## Französischsprachige Ausgabe
1961 brachte Maclean’s eine französischsprachige Ausgabe auf den Markt, Le Magazine Maclean, das bis 1976 erschien, als es mit L’Actualité zusammengeführt wurde.

## University Ranking Guide
Maclean’s University Ranking Guide wird jährlich im März veröffentlicht und ist ein Pendant zum amerikanischen Nachrichtenmagazin U.S. News & World Report. Maclean’s bewertet Hochschulen, die vorwiegend Undergraduate-Programme anbieten, Hochschulen mit ausgeprägter Forschungstätigkeit, mit Undergraduate- und Graduate-Programmen sowie Hochschulen, die eine Vielzahl von Promotionsprogrammen oder ein Medizinstudium anbieten.
In die Bewertung gehen die akademischen Leistungen der Studierenden, die Größe der Seminargruppen, die Zugänglichkeit und Qualität der Dozenten, das Budget sowie die Reputation der Hochschulen ein.

## Beschwerden wegen Verletzung der Menschenrechte und Islamophobie
Im Dezember 2007 legte der Canadian Islamic Congress gegen Maclean’s bei der Canadian Human Rights Commission, British Columbia Human Rights Commission und der Ontario Human Rights Commission Beschwerden ein und beschuldigte das Blatt, zwischen Januar 2005 und Juli 2007 18 islamophobe Artikel veröffentlicht zu haben, darunter einen Artikel von Mark Steyn unter dem Titel „Die Zukunft gehört dem Islam“, der Auszüge seines Buchs „America Alone“ enthielt.
Die Beschwerden wurden inzwischen abgewiesen. Die Canadian Human Rights Commission wies die Beschwerde am 26. Juni 2008 ohne weitere Verhandlung ab. Die British Columbia Human Rights Tribunal wies die Beschwerde nach einer Anhörung im Juni 2008 mit Entscheidung vom 10. Oktober 2008 zurück. Gleichzeitig erklärte sich die Ontario Human Rights Commission als rechtlich unzuständig.